# Butomaceae
Butomaceae is een botanische naam, voor een familie van eenzaadlobbige planten. Een familie onder deze naam wordt algemeen erkend door systemen van plantentaxonomie, en ook door het APG-systeem (1998) en het APG II-systeem (2003).
De familie kent maar één soort, die ook voorkomt in Nederland: zwanenbloem (Butomus umbellatus).
Ook bij Cronquist (1981) is de plaatsing in de orde Alismatales.